# Wrocław-Fabryczna

Stadtbezirk Fabryczna auf der Karte von Breslau

Wrocław-Fabryczna oder einfach Fabryczna ist ein Stadtbezirk im Westen der polnischen Stadt Breslau (polnisch Wrocław). 

## Allgemeines
Der Name stammt vom polnischen Wort Fabryka (Fabrik) und deutet auf zahlreiche Industriebetriebe hin. Der Stadtbezirk beherbergt zahlreiche große Industriebetriebe wie Hutmen, Fadroma oder FAT an der Grabiszyńska-Straße. 
Seit dem Jahre 1990 haben in der polnischen Kommunalpolitik die kleineren Stadtteile (polnisch Osiedle) an Bedeutung gewonnen, doch ein Stadtbezirk wie Fabryczna besitzt nach wie vor einige Stadtbezirksbehörden wie eine eigene Finanzbehörde (Urząd Skarbowy), ein Gesundheitsamt oder ein Polizeipräsidium.
Durch den Stadtbezirk verläuft die Ślęza (Lohe), die bei Maślice Małe (Klein Masselwitz) in die Oder (Odra) mündet.

## Geschichte
Im Betriebshof der Breslauer Verkehrsbetriebe MPK an der Grabiszyńska-Straße wurde im August 1980 ein Streikkomitee gegründet, was als die Keimzelle der niederschlesischen Solidarność gilt. Im Jahre 1981 wurde am Eingang eine daran erinnernde Gedenktafel angebracht. Nachdem am 13. Dezember 1981 in Polen das Kriegsrecht verhängt wurde, haben die Machthaber nicht gewagt, die Gedenktafel offen zu entfernen. Es gab jedoch einige Zerstörungsversuche, so zum Beispiel ist einmal in der Nacht ein LKW gegen die Mauer, an der die Tafel angebracht wurde, gefahren.

Zu diversen Jahrestagen wurden unter der Tafel Blumen niedergelegt und brennende Kerzen aufgestellt.

## Verkehr
Im Gebiet des Stadtbezirks befindet sich der Flughafen Breslau.

## Stadtbezirksgliederung
Die Stadtteile des Stadtbezirks Fabryczna sind (in den Klammern das Jahr der Eingemeindung nach Breslau bzw. Wrocław): 

- Gajowice/Gabitz (1868)
- Gądów Mały/Klein Gandau (1928)
- Grabiszyn-Grabiszynek/Gräbschen (1911)
- Janówek/Johannisberg (1973)
- Jarnołtów/Arnoldsmühle (1973)
- Jerzmanowo/Herrmannsdorf (1973)
- Kozanów/Cosel (1928)
- Kuźniki/Schmiedefeld (1928)
- Leśnica/Deutsch Lissa (1928)
- Marszowice/Marschwitz (1973)
- Maślice/Masselwitz (1928)
- Mokra/Muckerau (1973)
- Muchobór Mały/Klein Mochbern (1928)
- Muchobór Wielki/Groß Mochbern (ab 1937: Lohbrück) (1951)
- Nowa Karczma/Sandberg (1928)
- Nowe Domy/Neuhaus (1928)
- Nowy Dwór/Maria Höfchen (1928)
- Oporów/Opperau (1951)
- Pilczyce/Pilsnitz (1928)
- Popowice/Pöpelwitz (1897)
- Pracze Odrzańskie/Herrnprotsch (1928)
- Pustki/Klein Heidau (1928)
- Ratyń/Rathen (1928)
- Stabłowice/Stabelwitz (1928)
- Stabłowice Nowe/Neu Stabelwitz (1928)
- Strachowice i Osiniec/Strachwitz (1937–45: Schöngarten) (1973)
- Złotniki/Goldschmieden (1928)
- Żar/Saara (1973)
- Żerniki/Neukirch (1928)